# Krokodilödla
Krokodilödla (Shinisaurus crocodilurus) är ett sällsynt kräldjur som förekommer i sydöstra Asien. Den listas numera i en egen familj men räknades tidigare till familjen xenosaurer (Xenosauridae).

## Beskrivning
Djuret når en kroppslängd mellan 40 och 45 centimeter. Namnet syftar på de tjocka fjällen som påminner om krokodilernas pansar. Kroppens grundfärg är brun med flera mörka, röda och gula skuggor. Undersidan är helt röd- eller gulaktig. Krokodilödlan lever alltid nära vattenansamlingar och kan stanna en halv timme under vattenytan. Den byter även huden under vattenytan. Under vintern vilar djuret 3 till 4 månader.
Krokodilödlan livnär sig främst av vattenlevande kräftdjur, mindre groddjur och maskar. Ibland äter den insekter eller nyfödda gnagare.
Det är inte mycket känt om artens sätt att fortplanta sig. Den föder 5 till 15 levande ungar åt gången. Ungarna har vid födelsen en längd av 10 till 15 centimeter och en vikt av ungefär 5 gram.

## Utbredning och habitat
Av arten är bara två populationer kända. Den första med cirka 600 individer förekommer i den kinesiska provinsen Guangxi, den andra med okänd storlek i Vietnam. Ödlan föredrar fuktiga till halvfuktiga regioner. Habitatet utgörs av några områden med långsamt flytande vattendrag, dammar och träsk. Djuret förekommer upp till 700 meter över havet.

## Systematik
Krokodilödlan räknades tidigare till familjen xenosaurer (Xenosauridae). Nyare molekylärgenetiska undersökningar visade däremot att den är närmare släkt med varaner (Varanidae) och sarawaködla (Lanthanotus borneensis). Xenosaurer är däremot nära släktingar till kopparödlor. Krokodilödlan listas därför i en egen familj, Shinisauridae.

## Hot
Sedan 1990 listas krokodilödlan i appendix II till Washingtonkonventionen (CITES). Vid denna tidpunkt uppskattades hela populationen till 2 500 individer. Fram till 2005 minskade antalet av de vilda individerna till omkring 800. Hotet utgörs främst av levnadsområdets förstöring samt av fångst för handel och medicinska ändamål. IUCN listar arten som starkt hotad (EN).